# Moscow Dragons
I Moscow Dragons sono una squadra di football americano di Mosca, in Russia, fondata nel 2000.
Nelle stagioni 2014 e 2015 hanno avuto una sezione femminile chiamata "Moscow Dragonflies", successivamente passata ai Moscow Patriots.

## Dettaglio stagioni

### Tornei nazionali

#### Campionato

##### Campionato russo/LAF/EESL
| Stagione | regular season | regular season | regular season | regular season | regular season | regular season | playoff | playoff | playoff | playoff | playoff | playoff                          | playoff                      |
|          | Vin            | Par            | Per            | Tot            | PF             | PS             | Vin     | Per     | Tot     | PF      | PS      | risultato                        | avversaria                   |
| -------- | -------------- | -------------- | -------------- | -------------- | -------------- | -------------- | ------- | ------- | ------- | ------- | ------- | -------------------------------- | ---------------------------- |
| 2015     | 1              | 0              | 3              | 4              | 19             | 101            | 0       | 1       | 1       | 0       | 58      | Playoff Girone Volga             | Podolsk Vityaz               |
| 2016     | 2              | 0              | 4              | 6              | 88             | 186            | -       | -       | -       | -       | -       | -                                | -                            |
| 2017     | 3              | 0              | 1              | 4              | 144            | 32             | 2       | 1       | 3       | 74      | 55      | Finale Coppa delle Regioni       | Perm Steel Tigers            |
| 2018     | 1              | 0              | 6              | 7              | 66             | 269            | 0       | 2       | 2       | 0       | 82      | Quarto posto Coppa delle Regioni | Ekaterinburg Ural Lightnings |
| 2020     | 1              | 0              | 3              | 4              | 72             | 131            | -       | -       | -       | -       | -       | -                                | -                            |
| Totale   | 8              | 0              | 17             | 25             | 389            | 719            | 2       | 4       | 6       | 74      | 195     |                                  |                              |

Fonti: Enciclopedia del Football - A cura di Roberto Mezzetti

##### EESL Pervaja Liga
| Stagione | regular season | regular season | regular season | regular season | regular season | regular season | playoff | playoff | playoff | playoff | playoff | playoff   | playoff    |
|          | Vin            | Par            | Per            | Tot            | PF             | PS             | Vin     | Per     | Tot     | PF      | PS      | risultato | avversaria |
| -------- | -------------- | -------------- | -------------- | -------------- | -------------- | -------------- | ------- | ------- | ------- | ------- | ------- | --------- | ---------- |
| 2021     | 2              | 0              | 4              | 6              | 90             | 123            | -       | -       | -       | -       | -       | -         | -          |
| 2022     | 1              | 0              | 3              | 4              | 42             | 111            | -       | -       | -       | -       | -       | -         | -          |
| Totale   | 3              | 0              | 7              | 10             | 132            | 234            | -       | -       | -       | -       | -       |           |            |

Fonti: Enciclopedia del Football - A cura di Roberto Mezzetti

##### EESL Osennjaja Liga
| Stagione | regular season | regular season | regular season | regular season | regular season | regular season | playoff | playoff | playoff | playoff | playoff | playoff     | playoff        |
|          | Vin            | Par            | Per            | Tot            | PF             | PS             | Vin     | Per     | Tot     | PF      | PS      | risultato   | avversaria     |
| -------- | -------------- | -------------- | -------------- | -------------- | -------------- | -------------- | ------- | ------- | ------- | ------- | ------- | ----------- | -------------- |
| 2022     | -              | -              | -              | -              | -              | -              | 1       | 1       | 2       | 52      | 54      | Terzo posto | Podolsk Vityaz |
| Totale   | -              | -              | -              | -              | -              | -              | 1       | 1       | 2       | 52      | 54      |             |                |

Fonti: Enciclopedia del Football - A cura di Roberto Mezzetti

### Tornei locali

#### Black Bowl
| Stagione | regular season | regular season | regular season | regular season | regular season | regular season | playoff | playoff | playoff | playoff | playoff | playoff   | playoff    |
|          | Vin            | Par            | Per            | Tot            | PF             | PS             | Vin     | Per     | Tot     | PF      | PS      | risultato | avversaria |
| -------- | -------------- | -------------- | -------------- | -------------- | -------------- | -------------- | ------- | ------- | ------- | ------- | ------- | --------- | ---------- |
| 2019     | 2              | 0              | 4              | 6              | 116            | 132            | -       | -       | -       | -       | -       | -         | -          |
| Totale   | 2              | 0              | 4              | 6              | 116            | 132            | -       | -       | -       | -       | -       |           |            |

Fonti: Enciclopedia del Football - A cura di Roberto Mezzetti

### Riepilogo fasi finali disputate
| Anno           | Luogo          | Evento              | Fase del torneo            | Incontro                           | Risultato |
| 25 luglio 2015 | Podol'sk       | Campionato russo    | Playoff Girone Volga       | Podolsk Vityaz - Moscow Dragons    | 58 - 0    |
| 6 agosto 2017  | Rostov Velikij | LAF                 | Finale Coppa delle Regioni | Moscow Dragons - Perm Steel Tigers | 6 - 36    |
| 4 agosto 2018  | Perm'          | LAF                 | Primo turno playoff        | Perm Steel Tigers - Moscow Dragons | 40 - 0    |
| 9 ottobre 2022 | Korolëv        | EESL Osennjaja Liga | Finale 3º - 4º posto       | Moscow Dragons - Podolsk Vityaz    | 38 - 14   |